# Nicolas Paulnsteiner
Nicolas Paulnsteiner (* 16. Juli 2004 in Wien) ist ein österreichischer Handballspieler.

## Karriere
Paulnsteiner begann im Alter von acht Jahren, bei Union West Wien Handball zu spielen. Ab der Saison 2021/22 lief er für die erste Mannschaft auf, welche als SG Handball West Wien auflief. Der Linkshänder wurde auch wiederholt ins Jugend-Nationalteam des Jahrgangs 2004 einberufen. Bei der Men’s 18 EHF Championship 2022 wurde Paulnsteiner als bester rechter Rückraumspieler  ausgezeichnet. 2022/23 konnte er mit der SG Handball West Wien den Meistertitel in der Handball Liga Austria feiern. Für die Saison 2023/24 wurde der Wiener vom HC Linz AG verpflichtet. Am Ende dieser Saison konnte Paulnsteiner erneut den Meistertitel feiern.
2024/25 wurde Paulnsteiner von den Füchsen Berlin verpflichtet und direkt an den 1. VfL Potsdam verliehen und läuft damit in der Handball-Bundesliga auf.
Bei der Weltmeisterschaft 2025 gab Paulnsteiner sein Debüt in der österreichischen Nationalmannschaft gegen Kuwait. Im Turnierverlauf warf er sieben Tore in sechs Spielen und belegte mit der Auswahl den 17. Platz.

## Erfolge
- SG Handball Westwien
  - 1× Österreichischer Meister 2022/23
- HC Linz AG
  - 1× Österreichischer Meister 2023/24

## Saisonstatistik

### HLA Meisterliga
| Saison    | Verein                | Spielklasse     | Spiele | Tore | 7-Meter | Feldtore |
| --------- | --------------------- | --------------- | ------ | ---- | ------- | -------- |
| 2020/21   | SG Handball West Wien | HLA Meisterliga | 03     | 0    | 0/0     | 0        |
| 2021/22   | SG Handball West Wien | HLA Meisterliga | 024    | 017  | 0/0     | 017      |
| 2022/23   | SG Handball West Wien | HLA Meisterliga | 028    | 040  | 0/0     | 040      |
| 2023/24   | HC Linz AG            | HLA Meisterliga | 027    | 089  | 0/0     | 089      |
| 2020–2025 | gesamt                | HLA Meisterliga | 082    | 146  | 0/0     | 146      |

### Bundesliga
| Saison    | Verein         | Spiele | Tore | 7-Meter | Feldtore |
| --------- | -------------- | ------ | ---- | ------- | -------- |
| 2024/25   | 1. VfL Potsdam | 030    | 048  | 0/0     | 048      |
| 2024–2025 | gesamt         | 030    | 048  | 0/0     | 048      |